# 金德博伊恩
金德博伊恩是德国莱茵兰-普法尔茨州的一个市镇。总面积5.56平方公里，总人口1086人，其中男性560人，女性526人（2011年12月31日），人口密度195人/平方公里。